# Engenheiro de voo

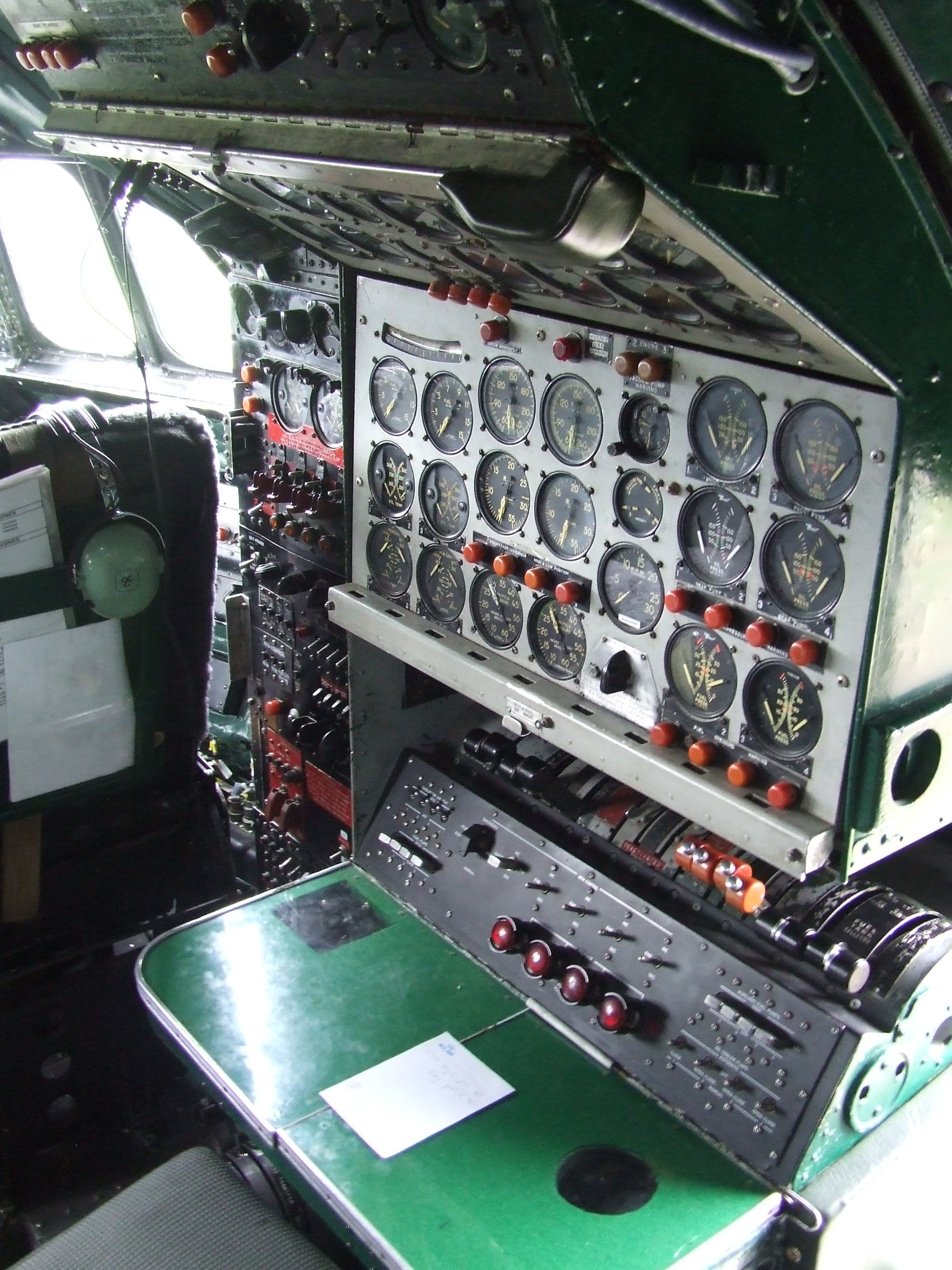
Painel de instrumentos do engenheiro de voo na cabine de um Lockheed Constellation.

Em aviação, o engenheiro de voo, técnico de voo ou antigamente mecânico de voo é o membro da tripulação responsável pelo controle e monitoramento de certos sistemas da aeronave ou espaçonave.
O trabalho deste profissional é monitorar e ajustar motores, pressurização, combustível, ambiente a bordo, desempenho, leitura das listas de cheques dos procedimentos normais e de emergência durante o voo, assim como os sistemas hidráulico, elétrico e eletrônico.
São também responsáveis por determinadas inspeções técnicas na aeronave antes e depois das viagens.